# Temesmóra község
Temesmóra község (románul: Comuna Moravița) község Temes megyében, Romániában. Központja Temesmóra, beosztott falvai Alsósztamora, Dézsánfalva, Kisgáj.

## Népessége
A 2011-es népszámlálás adatai alapján a község népessége 2289 fő volt.